# محرقة الكلاب
مُحْرِقة الكلاب (وكذلك شوكران صغير أو بقدونس الكلاب أو بقدونس سام أو بقدونس كاذب) (الاسم العلمي: Aethusa cynapium)، عشبة حولية (قلما تكون ثنائية الحول) من فصيلة الخيمية، موطنها أوروبا، وغرب آسيا، وشمال غرب إفريقيا. وهو النوع الوحيد في جنس مُحرقة. إنهُ يرتبط بالرازيانه وشوكران أبقع، وهو مثلهما سام.